# Liste des lettres de Mahomet aux chefs d'État
Selon Tabari dans son Chronique d'histoire des prophètes et des rois, Mahomet a décidé après le traité d'Houdaybiya d'envoyer des lettres à de nombreux dirigeants du monde, en les invitant à se convertir à l'Islam. Mahomet, selon l'historiographie islamique, envoya des ambassadeurs avec de telles lettres à Héraclius le césar de Byzance, Khosro II l'empereur de Perse, le Négus d'Éthiopie, Muqawqis (en) le souverain d'Égypte, Harith Gassani (en) gouverneur de Syrie, et Munzir ibn Sawa Al Tamimi le gouverneur du Bahreïn.
L'authenticité de ces lettres est remis en cause par les islamologues. 

## Lettres
Les lettres attribuées à Mahomet, notamment celles adressées à divers souverains tels qu’Héraclius, Khosro II, le Négus d’Abyssinie et al-Muqawqis, ont suscité un intérêt important au sein de la communauté académique. 

### Manuscrits

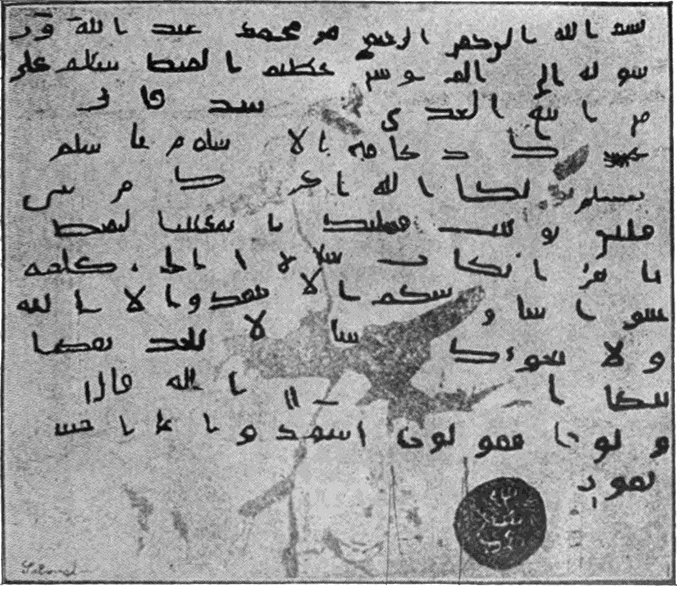
Lettre de Mahomet à Muqawqis, découverte en Égypte en 1850.

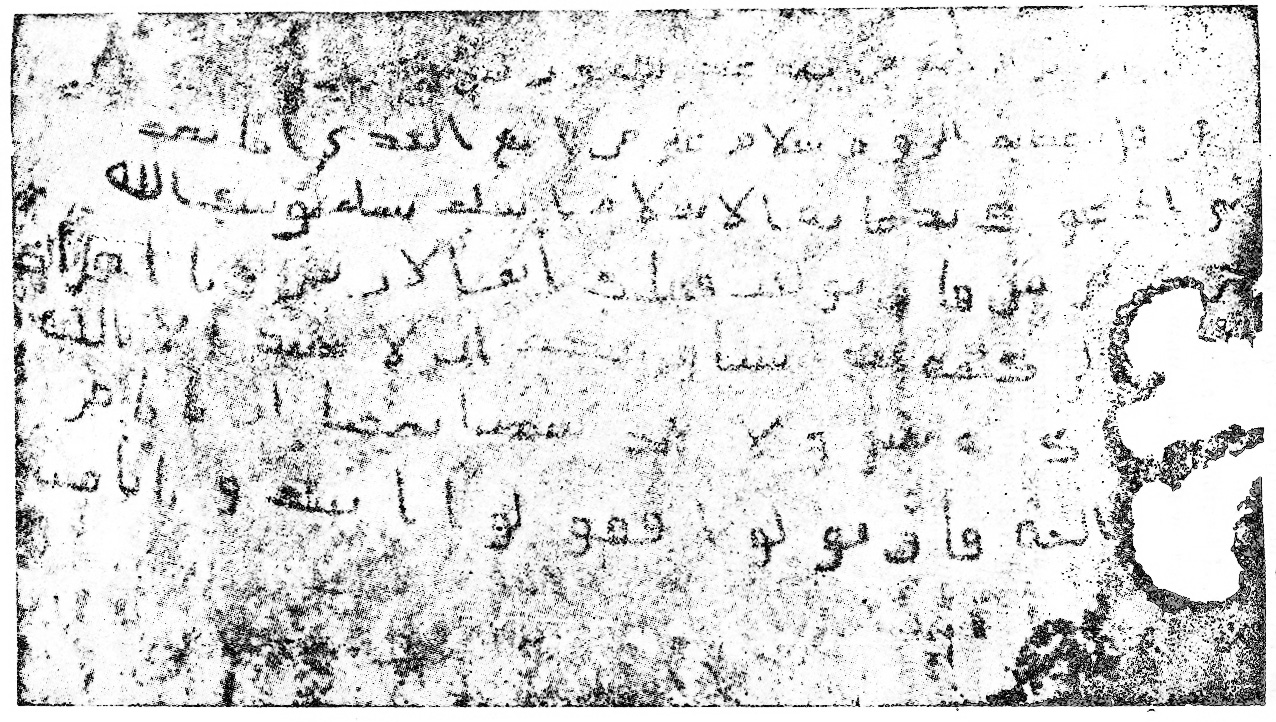
Lettre envoyée par Mahomet à Héraclius, empereur Byzantin ; reproduction tirée de : Majid Ali Khan, Muhammad The Final Messenger, Islamic Book Service, New Delhi (1998).

Selon la tradition islamique, après le traité d'Houdaybiya en 628, Mahomet aurait envoyé des lettres à plusieurs dirigeants, les invitant à embrasser l’islam. Parmi ces correspondances figure une lettre adressée à al-Muqawqis, le gouverneur d’Égypte.  Cette lettre aurait été découverte en 1850 dans un monastère à Akhmîm, en Haute-Égypte, par l’égyptologue français Étienne Barthélemy. Sa publication initiale a été faite dans le Journal Asiatique.  Il a été reconnu immédiatement comme un faux, en se basant sur des éléments paléographiques et historiques.

## Authenticité
Dès sa découverte, des doutes ont été émis concernant l’authenticité de la lettre à al-Muqawqis. Des analyses paléographiques ont révélé des caractéristiques scripturales anachroniques, suggérant une rédaction postérieure à l’époque supposée de Mahomet. De plus, des incohérences historiques, telles que des titres honorifiques et des formules diplomatiques non attestés au VIIᵉ siècle, renforcent le scepticisme quant à l’authenticité de ces documents.
Dans les années 1980, l’historien R. B. Serjeant considérait qu'un grand nombre des écrits attribués à Mahomet étaient authentiques. A l'inverse, il suggère que le contenu et l’idéologie standardisés de des lettres à Heraclius et à Chosroes les rendent suspectes. Il propose que ces documents pourraient avoir été créés à l’époque du calife omeyyade Umar II (717-720), période durant laquelle des efforts de standardisation des textes religieux et diplomatiques étaient en cours. Cette hypothèse est étayée par des expressions et des formulations présentes dans les lettres qui reflètent un style plus sophistiqué que celui attendu au VIIᵉ siècle.
En 2007, l'islamologue K. Öhrnberg, dans l’Encyclopédie de l’Islam considère que « l'historicité des ambassades envoyées par le Prophète est plus que discutable, et l'histoire de cette ambassade particulière à al-Mukawkis doit être considérée comme légendaire et dénuée de toute valeur historique ». Depuis les années 2000, l'envoi de ces lettres est remis en cause par les islamologues. Un certain nombre les datent des années omeyyades. 
Dans sa thèse intitulée Oral Tradition and Scribal Conventions in the Documents Attributed to the Prophet Muhammad, la chercheuse Sarah Zubair Mirza examine les conventions orales et écrites dans les documents attribués à Mahomet. Elle remet en question l’authenticité de ces lettres en soulignant des anachronismes et des incohérences stylistiques. Mirza note que les pratiques scribales et les conventions linguistiques observées dans ces documents correspondent davantage à des périodes ultérieures, suggérant ainsi une fabrication postérieure.  